# Michael Condron
Michael Condron  es un actor canadiense de Irlanda del Norte.

## Carrera
Condron ha estado activo en producciones teatrales, principalmente en Belfast. Hizo de Robert McGladdery en el documental Last Man Hanging en 2008, y de Ricky en la serie Number 2s en 2015. Hizo papeles recurrentes en películas como Keith Lemon: The Film y High-Rise.
También interpretó a Bowen Marsh en la quinta y sexta temporadas of de Game of Thrones. Fue nominado a "Screen Actors Guild Award for Best performance in An Ensemble" por Game of Thrones en 2016.
Hizo de Ben McGregor en la comesia Soft Border Patrol.
Apareció como personaje principal en la obra de teatro Smiley en 2016.

## Filmografía

### Películas
| Año  | Título                | Papel                     | Notas                  |
| ---- | --------------------- | ------------------------- | ---------------------- |
| 2008 | Last Man Hanging      | Robert McGladdery         | Película de televisión |
| 2012 | Keith Lemon: The Film | Hoff Director de película |                        |
| 2015 | High-Rise             | Cartero                   |                        |

### Televisión
| Año       | Título             | Papel             | Notas                                |
| --------- | ------------------ | ----------------- | ------------------------------------ |
| 2004      | Pulling Moves      | Ambush Man        | 1 episodio ("The Grandfather Clock") |
| 2007      | The Tudors         | Marinero          | 1 episodio ("Look to God First")     |
| 2008      | Fairy Tales        | Policía Constable | 1 episodio ("Billy Goat")            |
| 2015      | Number 2s          | Ricky             | 6 episodios                          |
| 2015–2016 | Game of Thrones    | Bowen Marsh       | 10 episodios                         |
| 2018      | Soft Border Patrol | Ben McGregor      | 3 episodios                          |